# Emil Kraft (Politiker, 1865)
Emil Kraft (* 26. Jänner 1865 in Wien; † 5. September 1931 in Graz-Geidorf, Steiermark) war ein österreichischer deutschnational-großdeutscher Politiker, und 1922–1923 Bundesminister für Handel und Gewerbe, Industrie und Bauten und für Volksernährung.

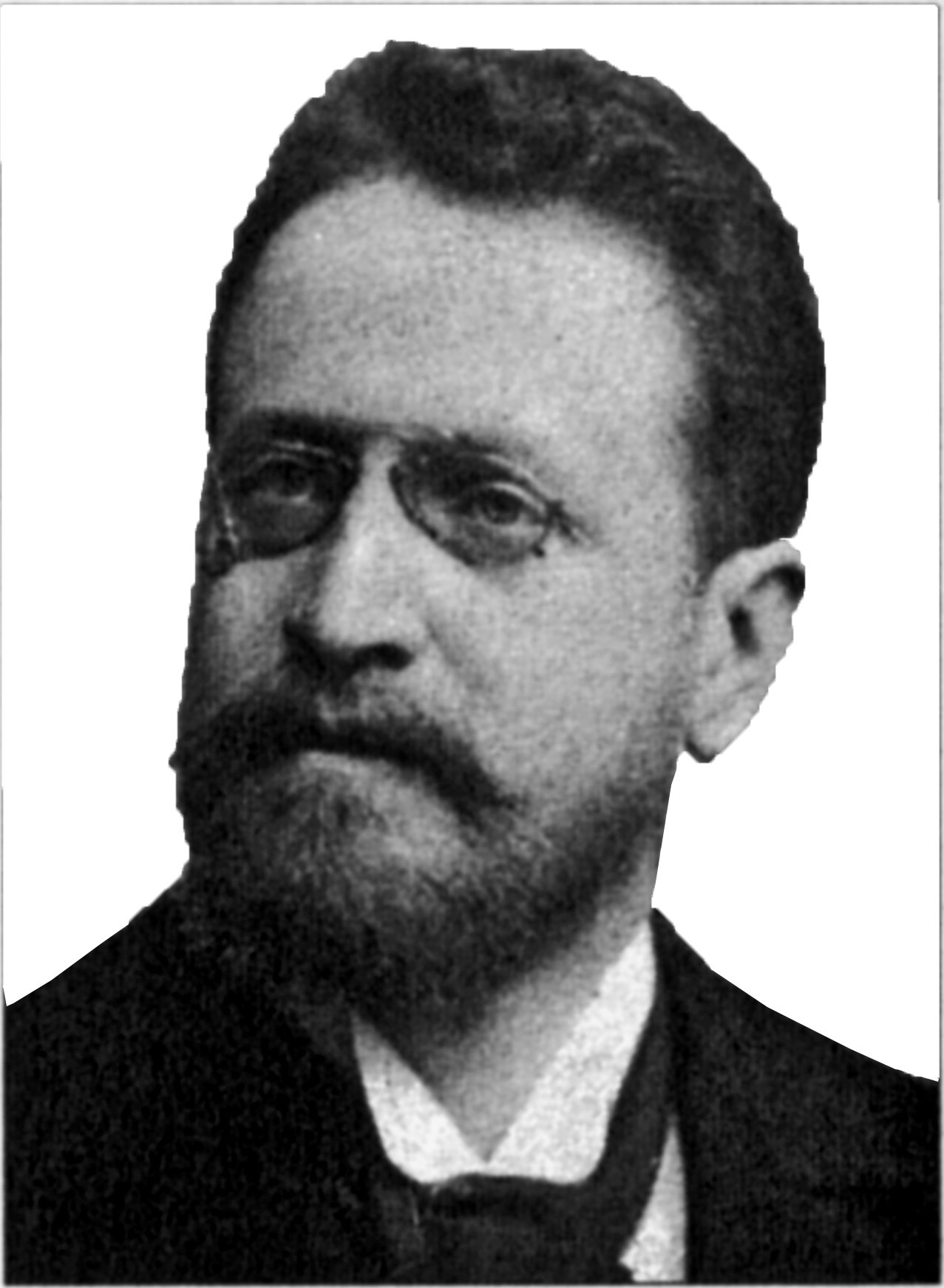
Emil Kraft 1893 als Sekretär des Trabrennvereins zu Baden bei Wien

## Leben

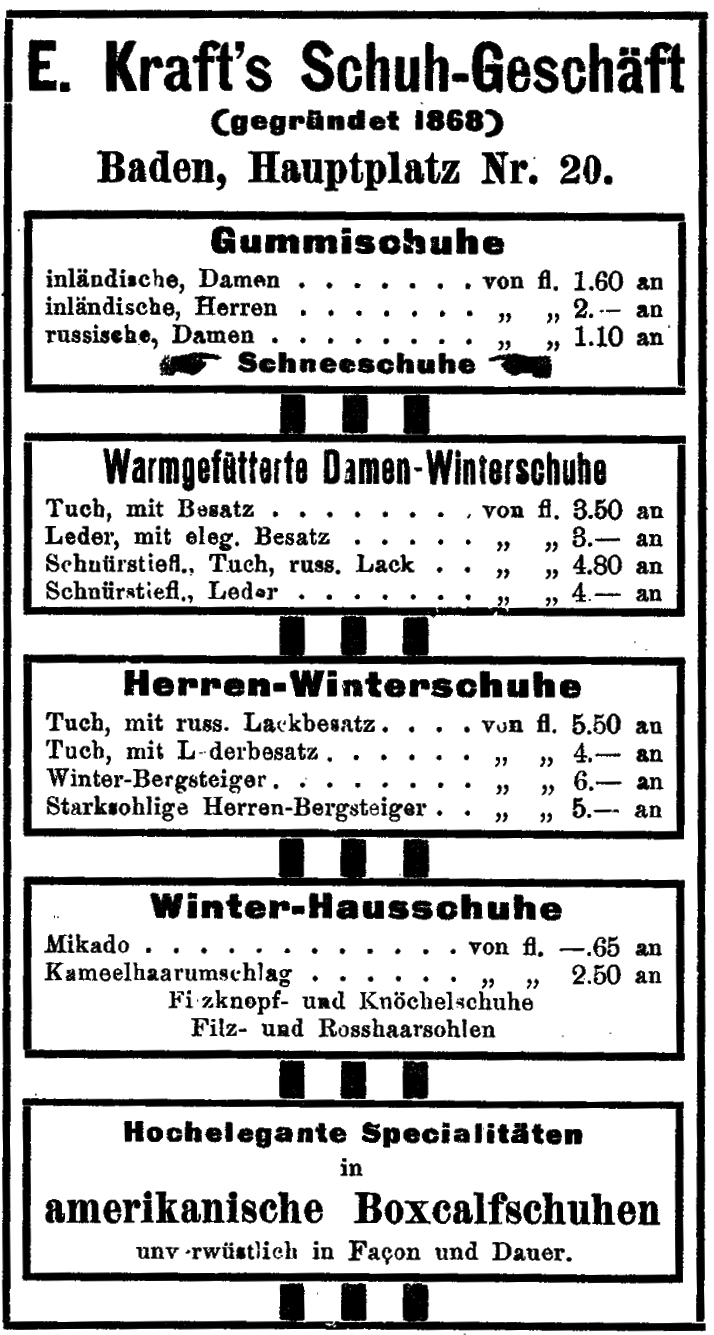
Werbeeinschaltung für das Schuhgeschäft Emil Kraft, Badener Zeitung, 24. Oktober 1903

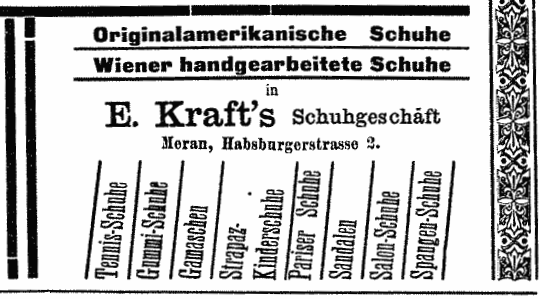
Werbeeinschaltung für Emil Krafts Schuhgeschäft in Meran, Meraner Zeitung, 1906

Emil Kraft studierte an den in Feldsberg und Klosterneuburg ansässigen landwirtschaftlichen Schulen Niederösterreichs Betriebswirtschaftslehre. Danach war er kurzzeitig Verwalter eines Gutes in der damaligen Untersteiermark, im heute slowenischen Gonobitz (Slovenske Konjice), und war auch als selbstständiger Kaufmann im heutigen Grazer Stadtbezirk Mariatrost tätig. Zuletzt legte er die Prüfung zum Lehrer für landwirtschaftliche Schulen ab.
Kraft besaß größere Geschäfte in Meran, Graz (Ausstattungshaus Emil Kraft & Co) sowie in Baden bei Wien. Seine politische Karriere begann mit seiner Wahl als Gemeinderat von Baden bei Wien, 1894.
In Baden war er 1892 Gründer des Trabrennvereines, lange Zeit Obmann des Direktoriums, Mitbegründer des Internationalen Sportplatzes, der Kurkommission sowie mehrerer Vereine.
Nach dem Tod seines Vaters 1902 zog es Kraft 1905 nach Südtirol, wo er 1908 zum zweiten Vizebürgermeister von Meran gewählt wurde. 1911 wurde er für den Kurortebezirk Bozen-Meran Abgeordneter zum Reichsrat (XII. Legislaturperiode). Am 24. September 1915 gründete Kraft mit August Denk (1852–1926) im Rahmen des Deutschösterreichischen Städtetages in Wien den Österreichischen Städtebund und war bis 1919 dessen Vizepräsident. 1918 wurde er in den Aufsichtsrat der Österreichisch-Ungarischen Bank berufen sowie in den Verwaltungsrat der Südbahngesellschaft. Nach dem Ende des Ersten Weltkriegs zählte Kraft zur deutschösterreichischen Delegation, die unter der Führung von Staatskanzler Karl Renner den Vertrag von Saint-Germain entgegennahm.
Von 21. Oktober 1918 bis 16. Februar 1919 war Kraft einer der 208 Reichsratsabgeordneten, die die Provisorische Nationalversammlung für Deutschösterreich bildeten, und zwar im Verband der deutschnationalen Parteien (DnP). Am 16. Februar 1919 wurde er in die Konstituierende Nationalversammlung gewählt, die am 4. März 1919 erstmals in Wien zusammentrat und bis 1. Oktober 1920 tagte. Kraft war nun Abgeordneter der Großdeutschen Volkspartei (GDVP) für den Wahlkreis Graz und Umgebung.
Am 31. Mai 1922, während der I. Gesetzgebungsperiode, berief ihn Bundeskanzler Ignaz Seipel in der Bundesregierung Seipel I zum Bundesminister für Handel und Gewerbe, Industrie und Bauten und betraute ihn gleichzeitig mit dem Bundesministerium für Volksernährung.
Emil Kraft war knapp ein Jahr Minister und schied am 17. April 1923 aus dem Amt aus, als die ganze Regierung zurücktrat. Während seiner Amtszeit wurde unter anderem die Österreichisch-Ungarische Bank in der heutigen Oesterreichischen Nationalbank aufgelöst; auch wurde unter seiner Führung das nach dem Krieg schwer beschädigte Elektrizitätssystem Österreichs saniert. Im Oktober 1923 wurde Kraft neuerlich in den Nationalrat gewählt (II. Gesetzgebungsperiode), legte aber bald das Mandat nieder und zog sich in das Dorf Mariagrün (im heutigen Stadtbezirk Graz-Mariatrost) ins Privatleben zurück.
Kraft schrieb auch Artikel für zahlreiche deutschsprachige Zeitungen, darunter die München-Augsburger Abendzeitung, die Meraner Zeitung und die Grazer Tagespost. Schon früh wies er auf jene finanzwirtschaftlichen Entwicklungen hin, die zur ersten Weltwirtschaftskrise der Geschichte, 1928 bis 1930, führen sollten.
Nach langem schwerem Leiden verstarb Emil Kraft in den Morgenstunden des 5. September 1931 im Sanatorium der Kreuzschwestern, Graz-Geidorf. Er wurde am 8. September 1931 auf dem Stadtfriedhof von Baden bei Wien in der Familiengruft beigesetzt.
Krafts Nachlass wird am Tiroler Landesarchiv verwahrt.

## Auszeichnungen, Ehrungen, Preise
- Ehrendiplom des Trabrennvereins zu Baden bei Wien (1913)[11]
- Benennung der Verkehrsfläche Emil-Kraft-Gasse in Baden bei Wien